# سیارک ۴۸۸۵
سیارک ۴۸۸۵ (به انگلیسی: 4885 Grange، نامگذاری:1980LU) چهار هزار و هشتصد و هشتاد و پنجمین سیارک کشف شده‌است که در ۱۰ ژوئن ۱۹۸۰ کشف شد.
قدر مطلق سیارک برابر ۱۴٫۴۰ است.